# شهرك قتلو
شهرك قتلو (بالفارسية: شهرک قتلو) هي قرية تقع في Hasanabad District في إيران. يقدر عدد سكانها بـ 209 نسمة بحسب إحصاء 2016.